# Blaž Arnič

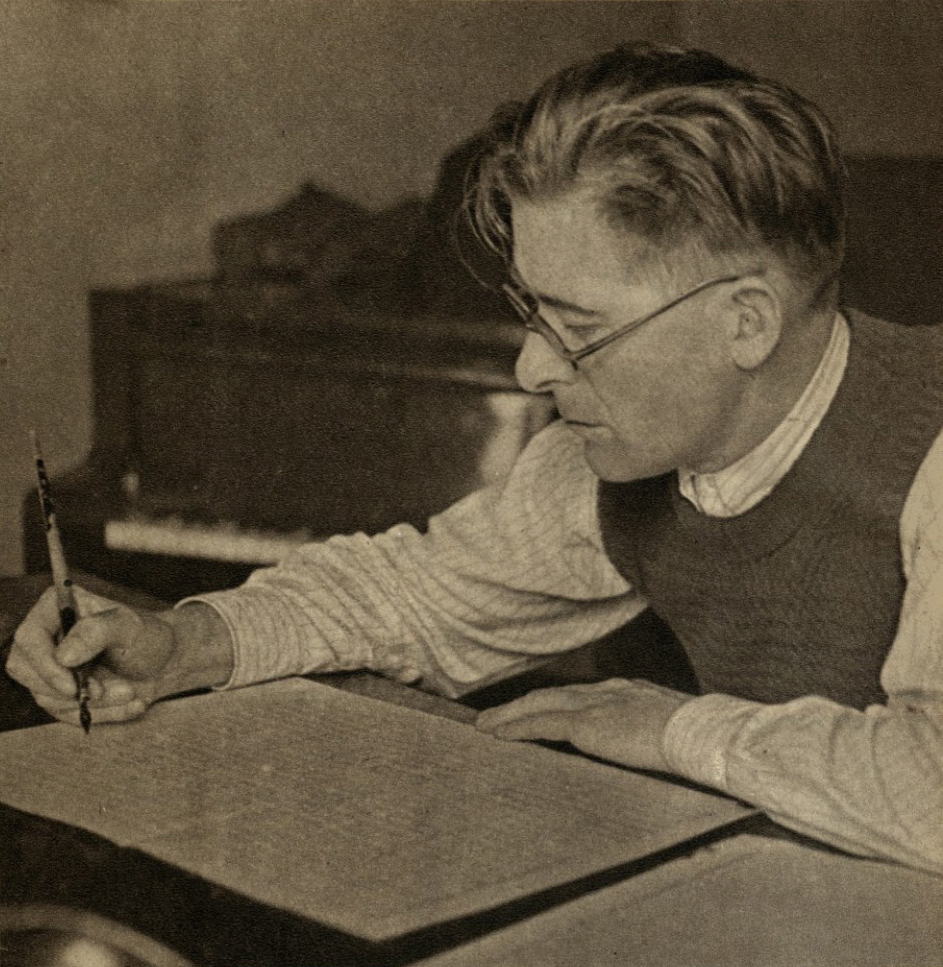
Blaž Arnič 1948

Blaž Arnič (* 31. Januar 1901 in Luče; † 1. Februar 1970 in Ljubljana) war ein jugoslawischer bzw. slowenischer Komponist.

## Leben
Arnič wuchs auf einem Bergbauernhof im Savinjatal auf. Seine ersten musikalischen Prägungen erfolgten im Familien- und Freundeskreis, wo er das Akkordeonspiel erlernte. Fasziniert vom Klang der Kirchenorgel begab er sich im Alter von 19 Jahren nach Ljubljana, wo er Orgelunterricht bei Stanko Premrl nahm. Danach arbeitete er für kurze Zeit als Organist in der Unterkrain, bevor er von 1926 bis 1930 an der Musikakademie Ljubljana Komposition und Orgel (bei Lucijan Marija Škerjanc und erneut Stanko Premrl) studierte.
Anschließend wechselte Arnič ans Neue Wiener Konservatorium, wo er bis 1932 Komposition bei Egon Lustgarten und Eugene Zádor sowie Dirigieren bei Rudolf Nilius studierte. Später folgten Studienaufenthalte in Krakau und Warschau (1937) sowie Paris (1938, bei Rhené-Baton). Ab 1934 wirkte er kurzfristig als Musiklehrer am Klostergymnasium von Bol auf Brač, kehrte jedoch schon bald nach Ljubljana zurück, wo er verschiedene Gelegenheitsarbeiten (vorwiegend im musikalischen Bereich) wahrnahm. Von 1941 bis 1944 war er Lehrer an der Mittelschule der Musikakademie Ljubljana.

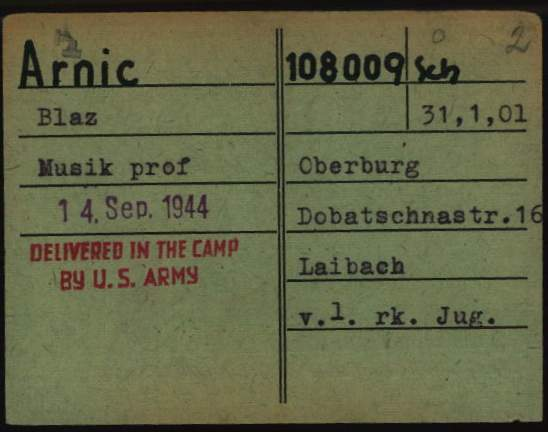
Registrierungskarte von Blaž Arnič als Gefangener im KZ Dachau

Im Jahre 1941 schloss Arnič sich der Kommunistischen Partei und der Befreiungsfront gegen die deutsche Besatzung an. Im Juni 1944 wurde er verhaftet und wenig später im KZ Dachau interniert. Dort erkrankte er schwer und wurde aufgrund der Spätfolgen 1949 auf einem Auge blind. Nach der Befreiung kehrte er nach Ljubljana zurück und wurde Professor für Komposition an der Musikakademie Ljubljana, was er bis zu seinem Tod blieb. Im Zuge der innerparteilichen „Säuberungen“ in Jugoslawien in den Jahren 1948/49 wurde Arnič aus der Partei ausgeschlossen, ohne aber in der Folge mit seinen politischen Überzeugungen zu brechen. Einen Tag nach seinem 69. Geburtstag kam Arnič bei einem Autounfall ums Leben. Sein Sohn ist der Dirigent Lovrenc Arnič.

## Stil
Arničs Tonsprache ist im Grundsatz traditionell gehalten und fußt auf der Musik Anton Bruckners, weniger stark auch Gustav Mahlers, sowie der Gruppe der Fünf. Arnič bemühte sich dabei um einen explizit slowenischen Tonfall, in der Regel aber nicht in Form von Volksliedzitaten. Seine Musik ist als „neoromantischer Realismus“ beschrieben worden. Charakteristisch ist ein mosaikartiger Aufbau, der auf stetig wiederholten, sich dabei leicht verändernden motivischen Zellen beruht. Auf diese Weise bildet Arnič große Spannungsbögen, die mit intensiven, sogartigen Wirkungen einhergehen. Insgesamt gelingt es Arnič trotz Bezugnahme auf musikalische Vorbilder, einen prägnanten eigenen Tonfall zu entwickeln, der nur schwer verwechselbar ist.
Arnič ist in erster Linie als Sinfoniker zu bezeichnen, obwohl sein Œuvre alle musikalischen Gattungen (mit Ausnahme der Oper) umfasst. Das Zentrum seines Schaffens bilden seine neun Sinfonien und zahlreichen sinfonischen Dichtungen, die mit Spieldauern von bis zu 95 Minuten (Sinfonie Nr. 3) tendenziell großformatig und panoramahaft gehalten sind. Einzelne Werke sind autobiographisch geprägt, so etwa die Sinfonie Nr. 8 Auf heimatlicher Scholle, die als eines seiner Hauptwerke gilt.
Verschiedene Werke Arničs sind auf Schallplatte bzw. CD eingespielt worden, insbesondere die Sinfonien Nr. 3 und 8 sowie eine Reihe sinfonischer Dichtungen.

## Werke
- Sinfonien
  - Sinfonie Nr. 1 op. 10 Te Deum für Orchester, Orgel und gemischten Chor (1932, rev. 1969)
  - Sinfonie Nr. 2 op. 12 Sinfonische Rhapsodie für Klavier und Orchester (1933)
  - Sinfonie Nr. 3 op. 17 (1.–3. Satz) und op. 24 (4. Satz) Duma nach Worten von Oton Župančič für Bariton, gemischten Chor und Orchester (1.–3. Satz 1929–31, rev. 1936–38, 4. Satz Duma 1942)
  - Sinfonie Nr. 4 op. 15 Resurrectionis für Orgel und Orchester (1933)
  - Sinfonie Nr. 5 op. 22 Die Stürme des Krieges (Partikularistische) (1941)
  - Sinfonie Nr. 6 op. 36 Der Wildwüchsling (1950)
  - Sinfonie Nr. 7 op. 35 Sinfonie der Arbeit für kleines Orchester und Klavier (1948)
  - Sinfonie Nr. 8 d-Moll op. 40 Auf heimatlicher Scholle (1951)
  - Sinfonie Nr. 9 op. 63 Krieg und Frieden nach Jože Tiran für Sopran, Alt, Bass, gemischten Chor und Orchester (1960)
- Sinfonische Dichtungen
  - Memento mori, Sinfonische Dichtung op. 14 (1934)
  - Hexentanz, Sinfonische Dichtung op. 18 (1938, rev. 1955)
  - Der Verführer, Sinfonische Dichtung op. 19 (1937)
  - Das Lied der Berge, Sinfonische Dichtung op. 20 (1940)
  - Erwartung, Sinfonische Dichtung op. 26 (1943)
  - Die Wälder singen, Sinfonische Dichtung op. 27 (1945)
  - Der Nix, Ballett-Sinfonische Dichtung op. 38 (1950)
  - Erster Elan, Konzertante Sinfonische Dichtung op. 52 für Klavier und kleines Orchester (1952)
  - Wilde Jagd, Sinfonische Dichtung op. 72 (1. Fassung als op. 53, 1956, rev. 1965/66)
  - Der Freier, Sinfonische Dichtung op. 79 (1969)
- Sonstige Orchesterwerke und Konzerte
  - Ouvertüre zu einer komischen Oper op. 11 (1932)
  - Suite über den Brunnen op. 56 (1957)
  - Violinkonzert Nr. 1 d-Moll op. 41 (1952)
  - Violinkonzert Nr. 2 op. 47 (1953)
  - Violinkonzert Nr. 3 op. 73 (1966)
  - Konzert für Violine und kleines Orchester op. 59 (1958)
  - Violakonzert op. 75 (1967)
  - Pastorale Sinfonische Dichtung für Violoncello und Orchester op. 64 (1960)
  - Konzert für Flöte, Streicher, Harfe und Celesta op. 54 (1956)
  - Klarinettenkonzert op. 69 (1963)
  - Temporale Sinfonische Dichtung für Posaune und Orchester op. 78 (1969)
- Vokalmusik
  - Die Zugfahrt, Kantate nach Worten von Oton Župančič für Sopran, Alt, Bariton, gemischten Chor und Orchester op. 48 (1954)
  - Mein Lied ist nicht nur mein Lied, Kantate nach Worten von Karel Destovnik für Sopran, Tenor, Bariton, Jugendchor, gemischten Chor und Blasorchester op. 71 (1963)
- Kammer- und Klaviermusik
  - Streichquartett op. 16 (1937)
  - Klaviertrio Nr. 1 op. 6 (1929)
  - Klaviertrio Nr. 2 op. 23 (1941)
  - Sonata concertante (Konzert) für Violine und Klavier op. 25 (1943)
  - Konzert für Violoncello und Klavier op. 28 (1947)
  - Erzählungen für Klarinette und Klavier op. 46 (1955)
  - Teufelsserenade für Klavier op. 21 (1942)
  - Bilder aus der Jugend, Suite für Klavier op. 39 (1950)